# Josef Bosáček
Josef Bosáček (17. února 1857 Příbram – 5. září 1934 Příbram) byl český malíř, autor množství sgrafit na fasádách domů, realizátor maleb podle návrhů Mikoláše Alše.

## Život

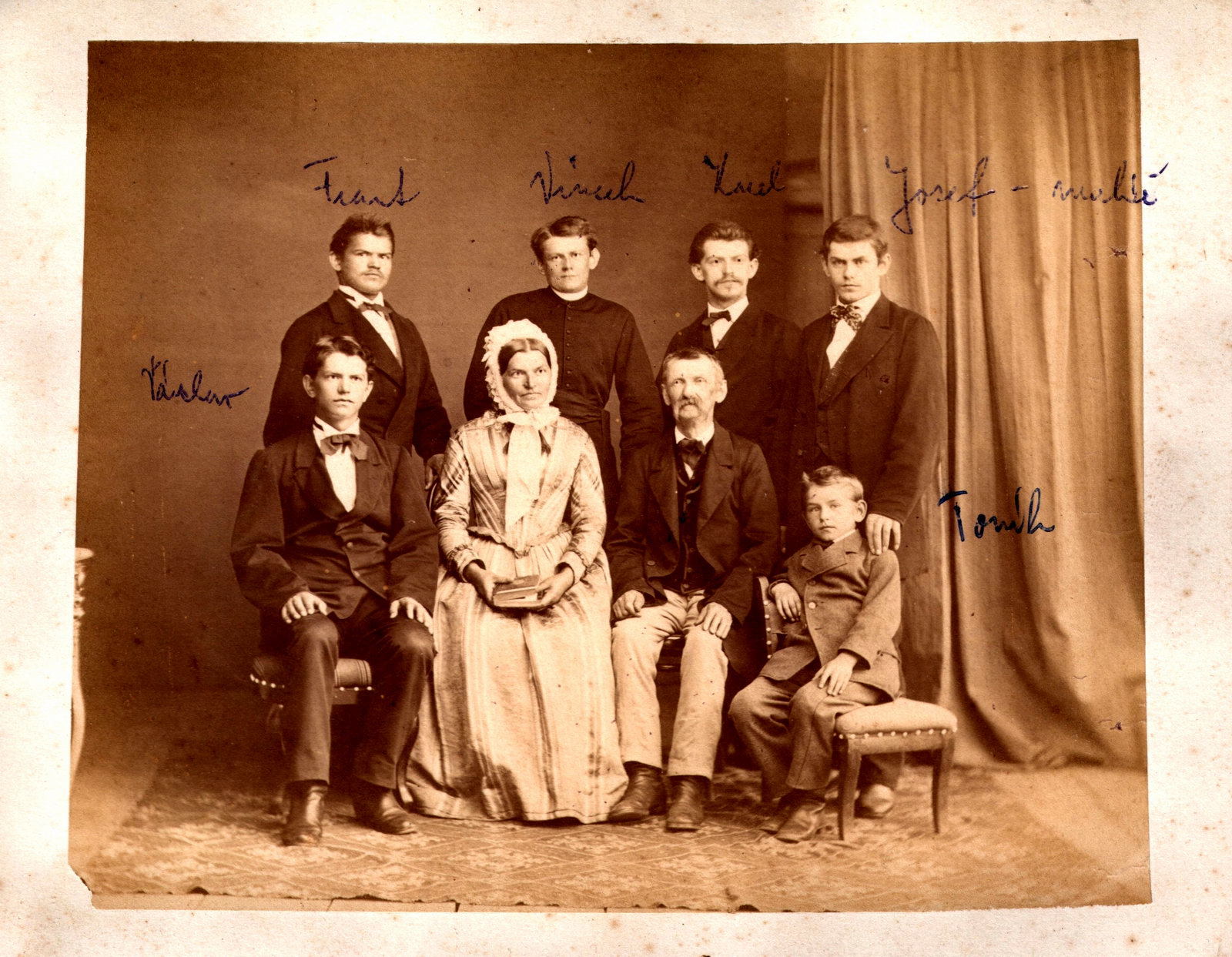
Rodina Kašpara Bosáčka v roce 1876

Josef Bosáček se narodil v rodině příbramského krejčího Kašpara Bosáčka (1822–1884) a jeho ženy Marie, rozené Kášové. Josef měl tři starší a dva mladší bratry. Sestra Otýlie zemřela krátce po narození. Tři z jeho bratrů studovali: Vincenc (1851–1918) na kněze, Václav (* 1858) vystudoval učitelský ústav a stal se ředitelem škol a příležitostným publicistou, Antonín (* 1868) také studoval učitelský ústav.
Josef se nejdříve vyučil pekařem. Věnoval se také své zálibě v kreslení a malování, ve které jej podporoval například učitel, hudebník a malíř Josef Hofmayer. Na studia ale neměl prostředky, a proto v roce 1884 vstoupil k beuronským benediktinům do pražského kláštera Emauzy, který praktikoval malířskou školu tzv. beuronského stylu. Po počátečních potížích se díky přímluvám bratra Václava stal žákem Gabriela Jakuba Wügera, profesora malířské akademie v Římě. Ten ocenil jeho talent a svěřil mu práci na sgrafitech ze života sv. Bernarda. V té době Bosáček vytvořil i obraz Ruth a Noemi, na základě kterého byl roku 1886 přijat na pražskou Akademii výtvarných umění. Studoval u profesora Františka Sequense, Antonína Lhoty a Julia Mařáka. Absolvoval u Maxmiliána Pirnera v oboru Dekorativní a náboženská malba.
Během studií se seznámil s Mikolášem Alšem, se kterým od roku 1889 spolupracoval na realizaci fresek a sgrafit podle Alšových návrhů. V Plzni působil v letech 1896, 1900, 1903–1907, kdy pracoval pro stavitele Rudolfa Štecha. Po jeho smrti a poté, co české stavebnictví opustilo výzdobu domů sgrafity, odešel za svým bratrem, knězem Vincentem Bosáčkem, na Skalku u Mníšku pod Brdy. V roce 1909 byl jeho bratr přeložen na Makovou horu, kde Josef Bosáček dělal v poutním kostele kostelníka a zvoníka. Zde také namaloval fresku Žehnající Kristus v presbytáři. Po bratrově smrti v roce 1918 žil na Makové hoře jako poustevník. Zemřel roku 1934 v příbramské nemocnici. V době smrti byl již téměř zapomenut.

## Dílo

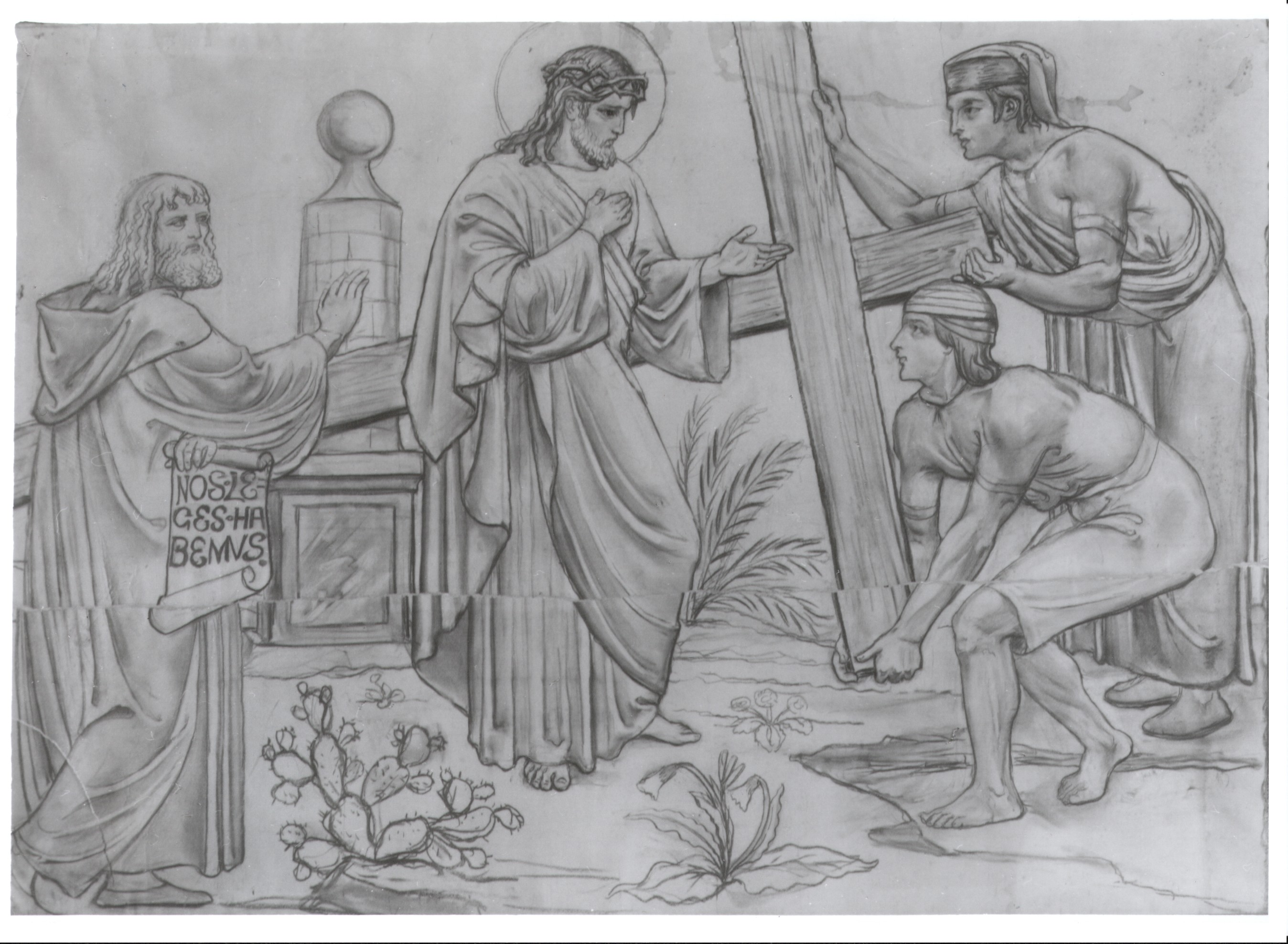
Křížová cesta II, Pán Ježíš přijímá kříž. Návrh pro Křížovou cestu ve Vodňanském kostele.
Dnes uloženo ve sbírkách Městského muzea a galerie Vodňany

- 1890 Ukřižování Páně, kresba uhlem, 200 × 260 cm, zakoupilo okresní muzeum Sedlčany.[6]
- 1891–1892 výmalba kaple sv. Ignáce na Svaté Hoře u Příbrami,
- 1892 oltářní obraz v kostele sv. Barbory, Lužná u Rakovníka,
- 1895 oltářní obraz Bohorodičky, Osek u Rokycan, obraz později umístěn na postranním oltáři v kostele sv. Bartoloměje ve Volduchách u Rokycan, ve stylu beuronské umělecké školy
- 1896 výzdoba děkanského kostela Narození Panny Marie, Vodňany
  - obrazy čtyř evangelistů na kazatelně podle vlastního návrhu
  - čtrnáctidílná křížová cesta (dokončeno 1899).[p 1]
- 1904 výzdoba děkanského kostela Narození Panny Marie v Klatovech
- 1913 malby v kostele na Makové hoře u Příbrami (u obce Smolotely): Žehnající Panna Maria Karmelská s poutním kostelem na Makové Hoře v pozadí; Žehnající Kristus ve stylu beuronské umělecké školy (1910)

### Realizace podle předloh Mikoláše Aleše
- 1889 realizace sgrafit Život vojenský – život veselý na domě č. p. 1707, Praha 1 – Nové Město, Ostrovní 14,
- 1892 realizace sgrafit na domě č. p. 612, Praha 7 – Holešovice, Milady Horákové 25. Dům Alešova přítele, řezbáře Josefa Krejčíka (1855–1913). Sgrafita zobrazují práce na tvorbě oltáře. Výjev má šest částí: práce dřevorubce, doprava poraženého kmene, opracování kmene, práce v řezbářské dílně, polychromování oltáře, pobožnost u kapličky.
- 1896 realizace sgrafit na novorenesanční lékárně U české koruny lékárníka Václava Barcala, Kladno, (architekt Václav Krotký 1891),
- 1896 výzdoba děkanského kostela Narození Panny Marie, Vodňany
  - černobílá sgrafita na západním štítu kostela s motivy: beránek Boží, sv. Metoděj, sv. Cyril, sv. Prokop, sv. Václav, sv. Ludmila a klečící anděl,
  - nástěnné malby v presbytáři kostela: Kristus a evangelisté,
  - oltářní obrazy Navštívení Panny Marie a Svatá rodina na útěku
- 1896 sgrafita na průčelí novorenesanční budovy Občanské záložny, č. p. 166, Vsetín, architekt: Michal Urbánek. Jedná se o ornamentální sgrafita a dva výjevy z Valašska: valašský statek a salaš se stádem ovcí.
- 1896 realizace sgrafit na domech v Nerudově ul. 4, 6, 8 a 10 v Plzni, začátek spolupráce se stavitelem Rudolfem Štechem
- 1899 průčelí hotelu Dvořáček (dnes hotel Otava), Písek,
- 1900 Dům pekaře Plechatého, č. p. 1082, Plzeň, Purkyňova ulice. Barevná sgrafita s náměty Hospodářství a Myslivost.
- 1900 malby na budově plzeňského nádraží
- 1902–1903 škola, Protivín, na západním štítu je triptych s výjevy ze života sv. Václava (sv. Ludmila učí sv. Václava, sv Václav na koni, sv. Václav pěstuje vinnou révu), pod tímto triptychem je ve slepém okně obraz Jana Amose Komenského s žákem. Na východním štítu je triptych Dvanáctiletý Ježíš v chrámu
- 1903 realizace sgrafita na Cingrošově domě v Bezručově ul. 31 v Plzni
- 1903 realizace barevných sgrafit na průčelí novorenesanční radnice ve Strakonicích (dnes základní škola)
- 1904 freska Klanění tří králů v presbytáři kostela nanebevzetí Panny Marie, Pardubice
- 1904–1905 realizace sgrafita na domě na Klatovské ul. 95 v Plzni
- 1905 realizace barevného sgrafita Dvanáctiletý Kristus v chrámě na průčelí školy, Hluboká nad Vltavou. Jedná se o stejné předlohy, jako na východním průčelí školy v Protivíně.

### Realizace podle předloh jiných malířů
- 1904 Výzdoba děkanského kostela v Klatovech podle předloh Karla Klusáčka

## Galerie

Díla Josefa Bosáčka
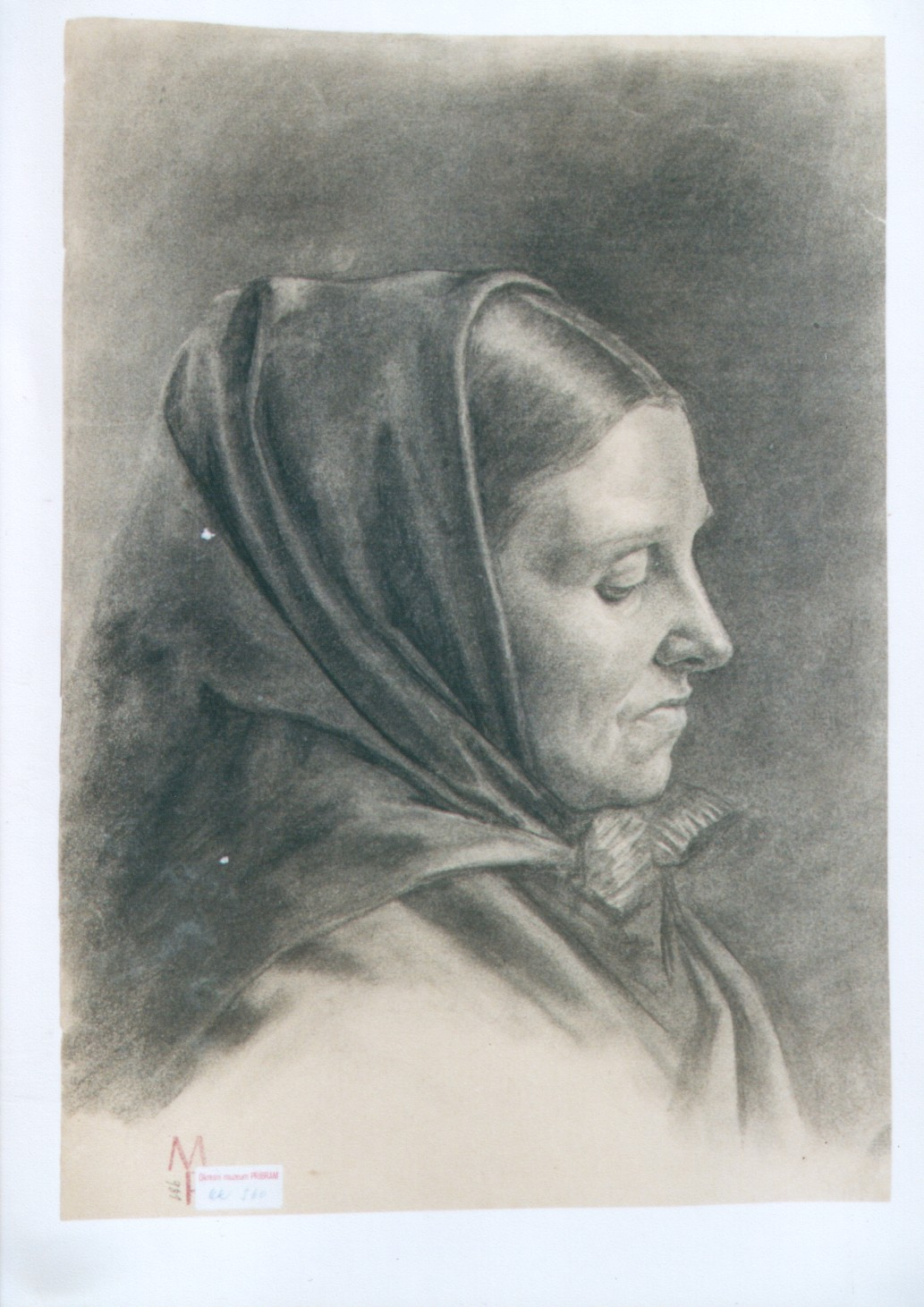
Portrét ženy v šátku, kresba 43 × 30 cm
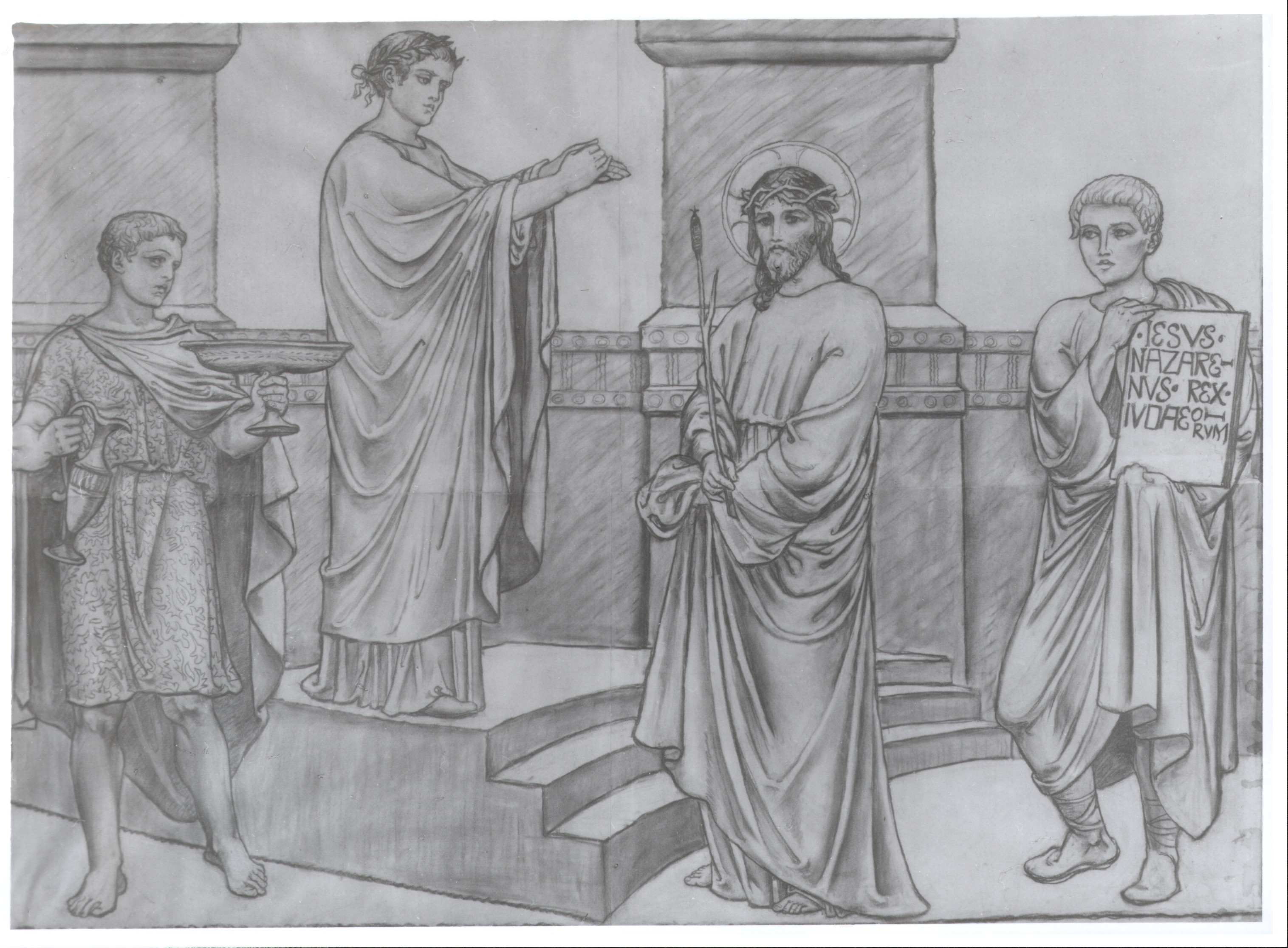
Ježíš odsouzen k smrti. Návrh I. zastavení Křížové cesty pro kostel ve Vodňanech. Městské muzeum a galerie Vodňany.
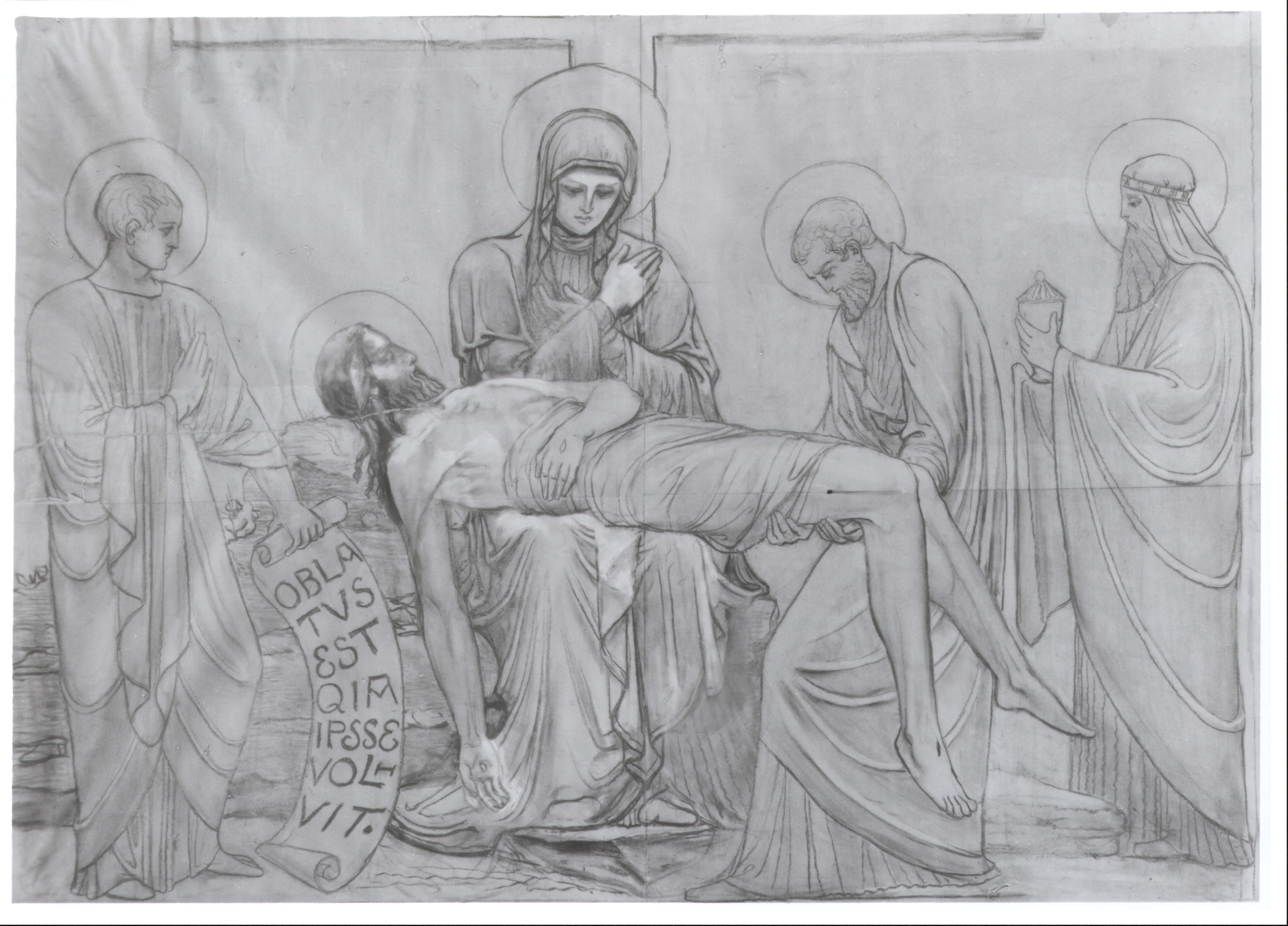
Ježíšovo tělo sňato z kříže. Návrh XIII. zastavení Křížové cesty pro kostel ve Vodňanech. Městské muzeum a galerie Vodňany.
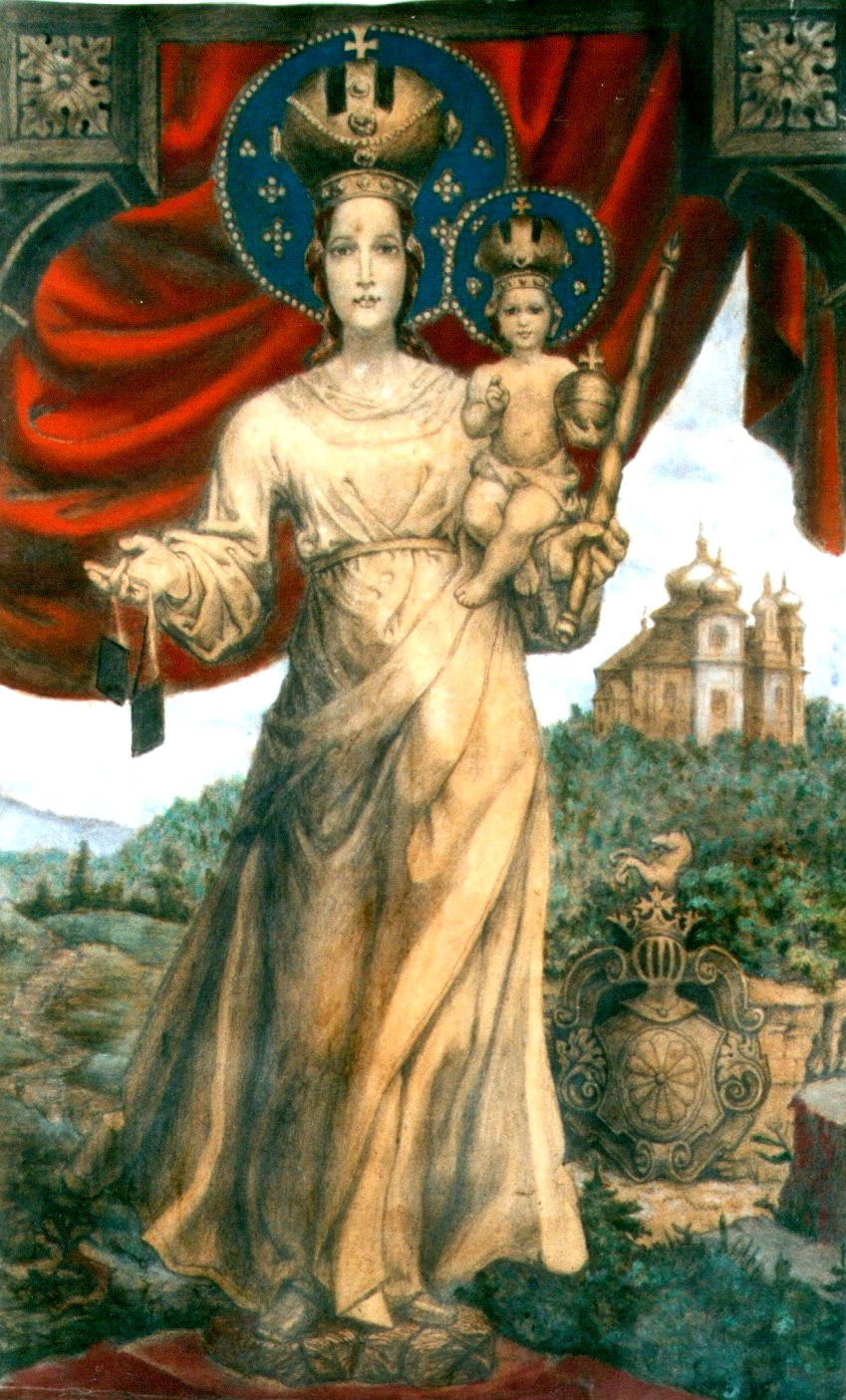
Panna Maria Karmelská a Maková Hora, kresba, 40 × 60 cm

Realizace Josefa Bosáčka podle návrhů Mikoláše Aleše
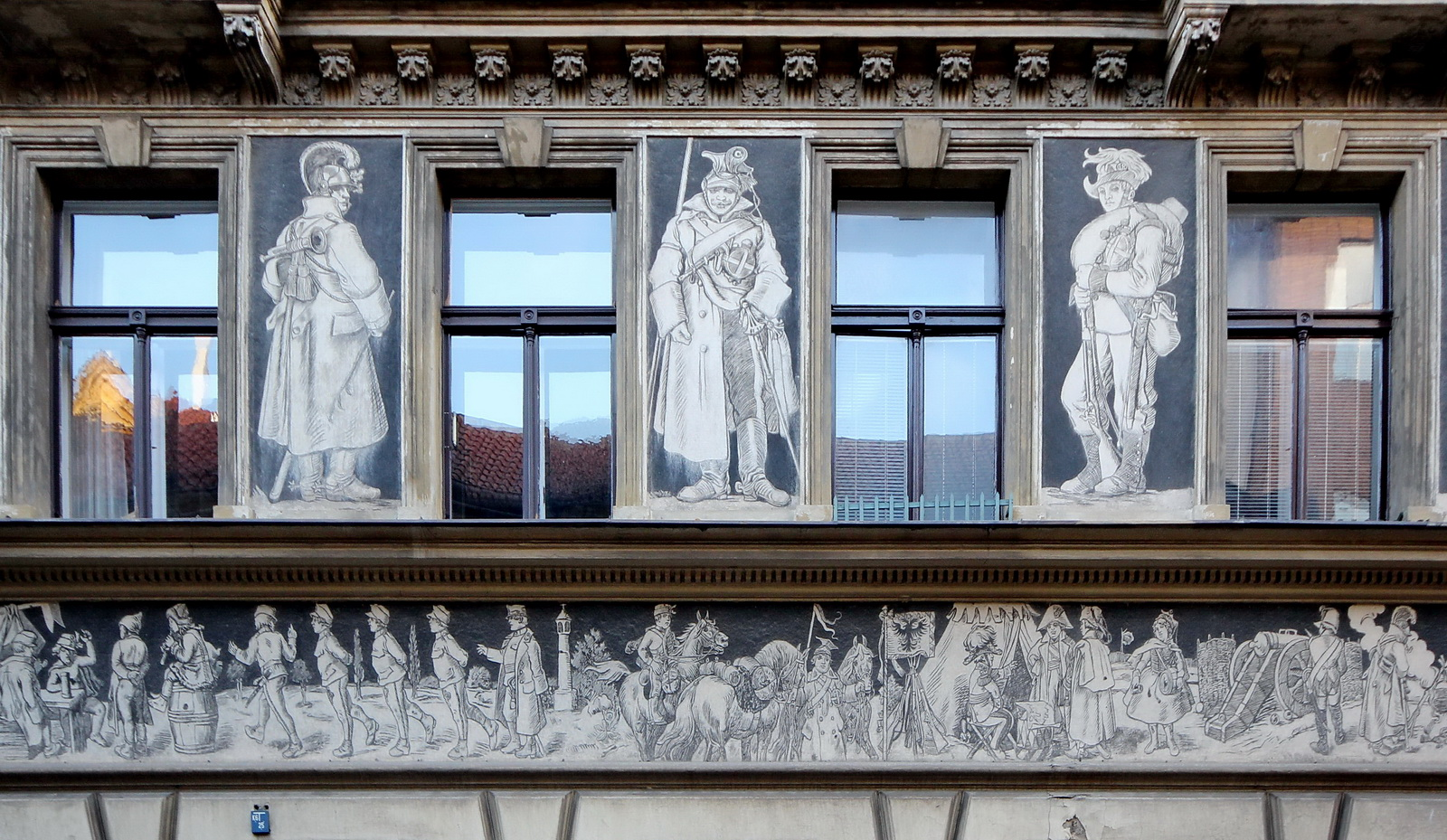
Sgrafito Život vojenský - život veselý, Praha 1-Nové Město, čp. 1707/II, Ostrovní 14, 1889
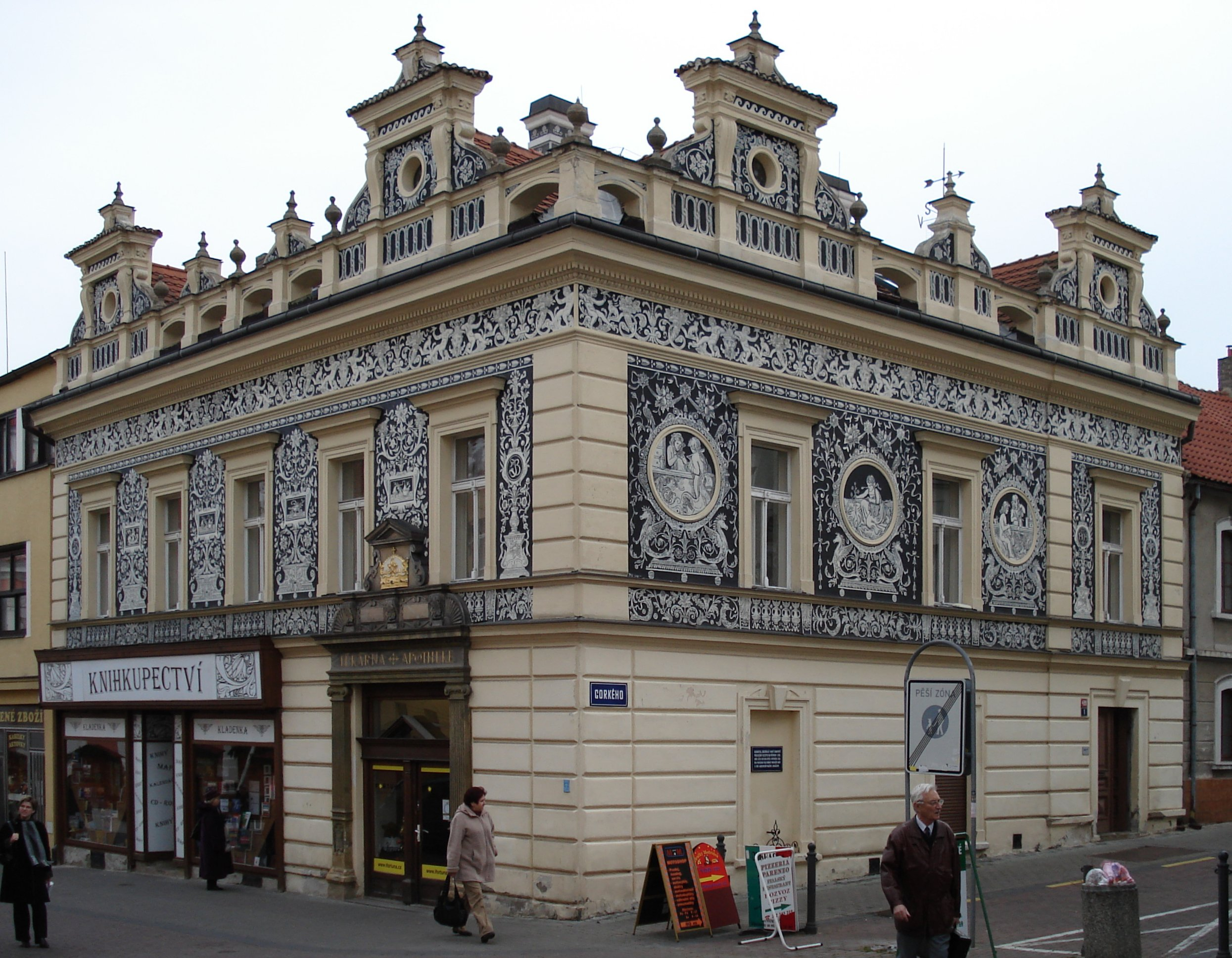
Lékárna U České koruny, Třída T.G.M., Kladno, 1891
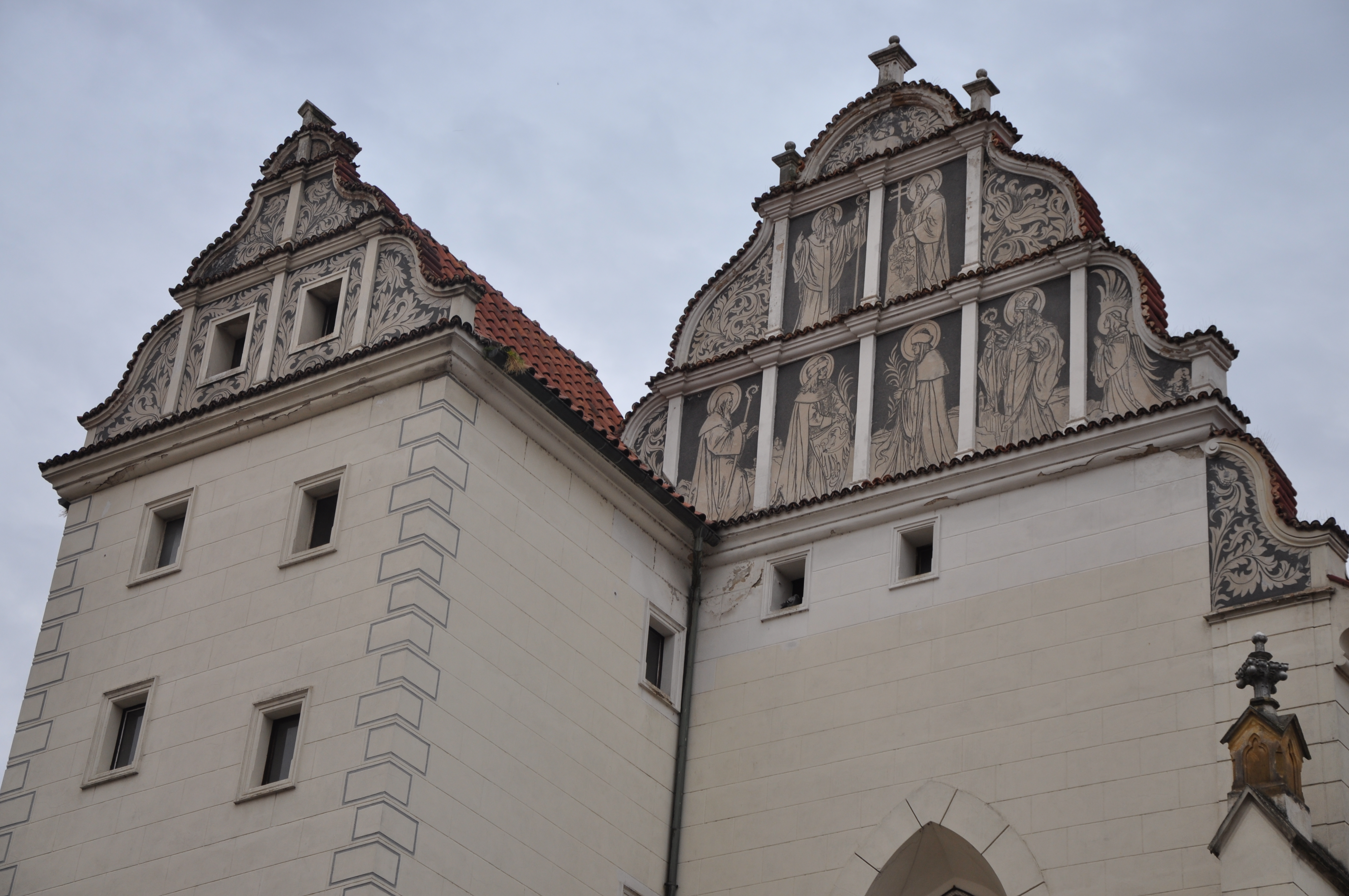
Sgrafita na kostele Narození Panny Marie, Vodňany, 1896
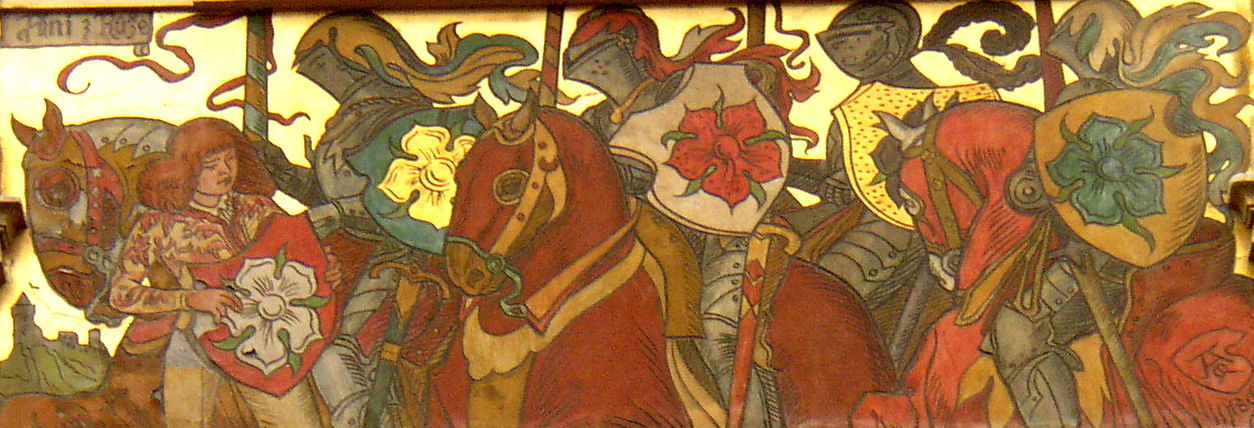
Páni z Růže, Plzeň, Nerudova 10, 1896
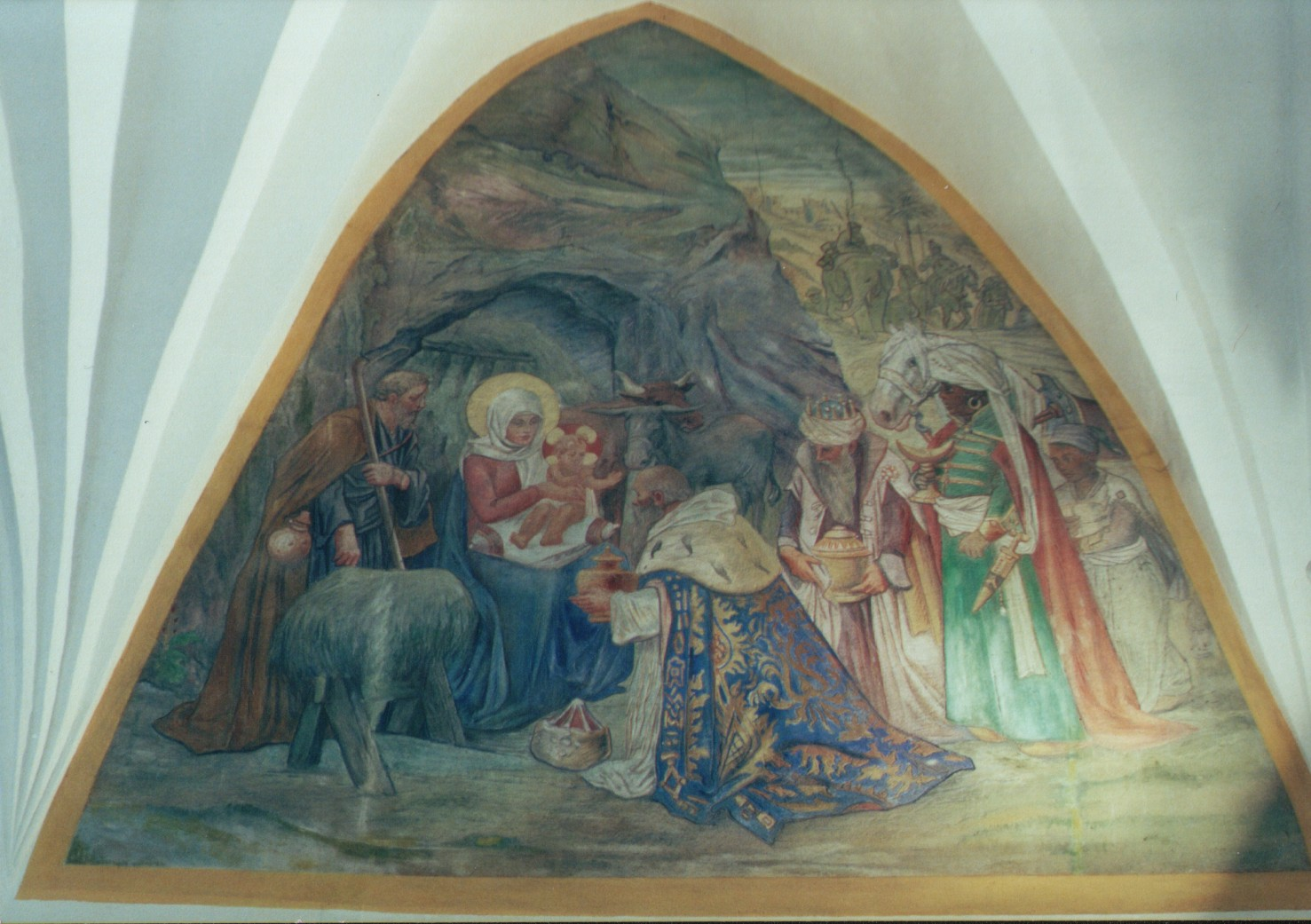
Klanění svatých Tří králů, kostel Zvěstování Panny Marie, Pardubice, 1904